# Printemps perdu
Pour plus de détails, voir Fiche technique et Distribution.
Printemps perdu est un film français réalisé par Alain Mazars et sorti en 1990.

## Synopsis
Yen, ancien chanteur exilé en Mongolie, tombe amoureux de Ling Ling, jeune fille d'une fulgurante beauté. Il l'épouse mais découvre qu'elle cache un secret.
Une histoire d'amour fou, filmée en Chine et en chinois par un réalisateur français.

## Fiche technique
- Titre : Printemps perdu
- Réalisation : Alain Mazars, assisté de Ursula Gauthier
- Scénario : Alain Mazars et N.T. Binh
- Adaptation et dialogues : Alain Mazars
- Photographie : Hélène Louvart
- Son : Yves Laisné
- Montage : Alain Mazars, Nguyen Minh-Tam
- Musique : Olivier Hutman
- Mixage : Gérard Lamps
- Production : N.T. Binh, Binôme
- Pays de production :  France
- Format : Couleur — 35 mm — 1,66:1
- Genre : drame
- Durée : 89 minutes
- Date de sortie : 
  - France : 28 novembre 1990

## Distribution
- Jiaqing Ding : Fengfeng
- Ping Ru : Lingling
- Xiaochuan Song : Yan Yuejun
- Hua Xu
- Jiqing Zhang

## Distinctions
- 1990 : Sélectionné à la Quinzaine des réalisateurs de Cannes[1]
- Prix de la jeunesse du Festival International de Cannes[2]
- Prix spécial du Jury au Festival International de Florence[2]

- Prix de Montréal (premier long métrage de fiction) au Festival international de Montréal[2]